# Šibovi (Mrkonjić Grad)
Šibovi (szerbül: Шибови) falu Bosznia-Hercegovinában, Bosanska krajina területén, a Szerb Köztársaságban, Mrkonjić Grad községben.

## Fekvése
Bosznia-Hercegovina közép-nyugati részén, Banja Lukától légvonalban 46, közúton 64 km-re délre, községközpontjától légvonalban 4, közúton 10 km-re délnyugatra, a Dinári-hegységben, a Lisina gora csúcsai alatt, 1200 méteres magasságban található. Mára pusztulófélben levő hegyi falu lett, ahol ma már csak tíz ház található. Átfolyik a településen a Šibovljanska-patak.

## Népessége
| Nemzetiségi csoport | Népesség 1991 | Népesség 2013 |
| ------------------- | ------------- | ------------- |
| Szerb               | 27            | 7             |
| Bosnyák             | 0             | 0             |
| Horvát              | 0             | 0             |
| Jugoszláv           | 0             | 0             |
| Egyéb               | 0             | 1             |
| Összesen            | 27            | 8             |

## Története
A helyiek régen mesélték, hogy a falu úgy jött létre, hogy a török háborúk idején az itteniek annyira szenvedtek a krupai bég elnyomásától, hogy a Lisina belsejébe kellett menekülniük. Az itteni lakosság korábban szenet bányászott, amelyet lovakon szállítottak Jezeróba, majd onnan vasúton vitték máshová, sőt még Bécsbe is szállítottak belőle.
A falu 1878-ig tartozott az Oszmán Birodalomhoz, majd az Osztrák-Magyar Monarchia része lett. A monarchia szétesésével 1918-ben előbb a Szerb-Horvát-Szlovén Királyság, majd 1929-től a Jugoszláv Királyság része. 1945-től a szocialista Jugoszlávia része volt. Jugoszlávia megszállása után a falu a Független Horvát Állam (NDH) része lett, majd nem sokkal ezután megkezdődött a szerb lakosság lázadása az új hatalommal szemben, melyet a szerbek elleni usztasa támadások követtek.
A településen az 1991-es népszámlálás adatai szerint már csak 27-en éltek. A település 1995 szeptemberéig a boszniai szerb katonai egységek ellenőrzése alatt állt. Lakossága a horvát hadsereg közeledtére elmenekült. A boszniai háborút lezáró daytoni békeszerződés rendelkezése alapján az ország területét felosztották a Bosznia-hercegovinai Föderáció és a boszniai Szerb Köztársaság között, ennek során a település a Boszniai Szerb Köztársasághoz és Mrkonjić Grad községhez került. A falu mára szinte teljesen kihalt, korábbi lakói főleg a közeli Mrkonjić Gradban építettek házakat, valamint másutt találtak új otthont maguknak. Ennek főleg az az oka, hogy az itteni az éghajlat meglehetősen zord, és a táj hegyes. Ennek ellenére sok helyi lakos még ma is visszatér időnként szülőfalujába, ahol még mindig van háza, ahol hajdinát és ismert burgonyát vetnek a földbe, kaszálják a kövér füvet termő hegyi réteket, a legelőkön pedig juhokat tenyésztenek.

## Fordítás
- Ez a szócikk részben vagy egészben  a(z)   Шибови (Мркоњић Град) című szerb Wikipédia-szócikk ezen változatának fordításán alapul.  Az eredeti cikk szerkesztőit annak laptörténete sorolja fel. Ez a jelzés csupán a megfogalmazás eredetét és a szerzői jogokat jelzi, nem szolgál a cikkben szereplő információk forrásmegjelöléseként.